# Haut-de-Bosdarros
Haut-de-Bosdarros ist eine französische Gemeinde mit 325 Einwohnern (Stand 1. Januar 2022) im Département Pyrénées-Atlantiques in der Region Nouvelle-Aquitaine. Die Gemeinde gehört zum Arrondissement Pau und zum Kanton Ouzom, Gave et Rives du Neez (bis 2015: Kanton Nay-Ouest).
Die Einwohner werden Altibosdarrossiens und Altibosdarrossiennes genannt. Der Name in der gascognischen Sprache lautet Lo Chapelòt.

## Geographie
Haut-de-Bosdarros liegt circa 25 Kilometer südlich von Pau in der historischen Provinz Béarn im östlichen Teil des Départements.
Umgeben wird der Ort von den Nachbargemeinden:
| Bosdarros         |                                             |                       |
| Sévignacq-Meyracq | Kompassrose, die auf Nachbargemeinden zeigt | Arros-de-Nay          |
| Lys               |                                             | Bruges-Capbis-Mifaget |

Haut-de-Bosdarros liegt im Einzugsgebiet des Flusses Adour.
Der Luz, ein Nebenfluss des Gave de Pau, durchquert das Gemeindegebiet mit seinen Nebenflüssen:
- Ruisseau de Castera,
- Gest und
- Luz de Casalis und seinen Zuflüssen
  - Ruisseau de Loutarrés,
  - Ruisseau de Bourdenc,
  - Luz de Cazelis und seinem Zufluss
    - Ruisseau de Som de Dougé.[3]

## Geschichte
Haut-de-Bosdarros gehörte in den Anfängen zur Gemeinde Bosdarros. Der beliebte, inoffizielle Name der Gemeinde ist „La Chapelotte“ (deutsch Kleine Kapelle) und bezieht sich auf eine Scheune, die von einer Familie des Dorfes zur Verfügung gestellt und als Kapelle eines Viertels umgestaltet wurde. 1854 wurde die Pfarrgemeinde unabhängig und die Kapelle wurde als offizielle Pfarrkirche anerkannt. Im Jahre 1888 spaltete sich Haut-de-Bosdarros als eigenständigen Gemeinde ab. Das Flüsschen Gest bildet hierbei bis heute die Grenze. Eine Folkloregruppe aus Haut-de-Bosdarros nennt sich „La Chapelotte“, um an die Geschichte der Kapelle zu erinnern.

### Einwohnerentwicklung

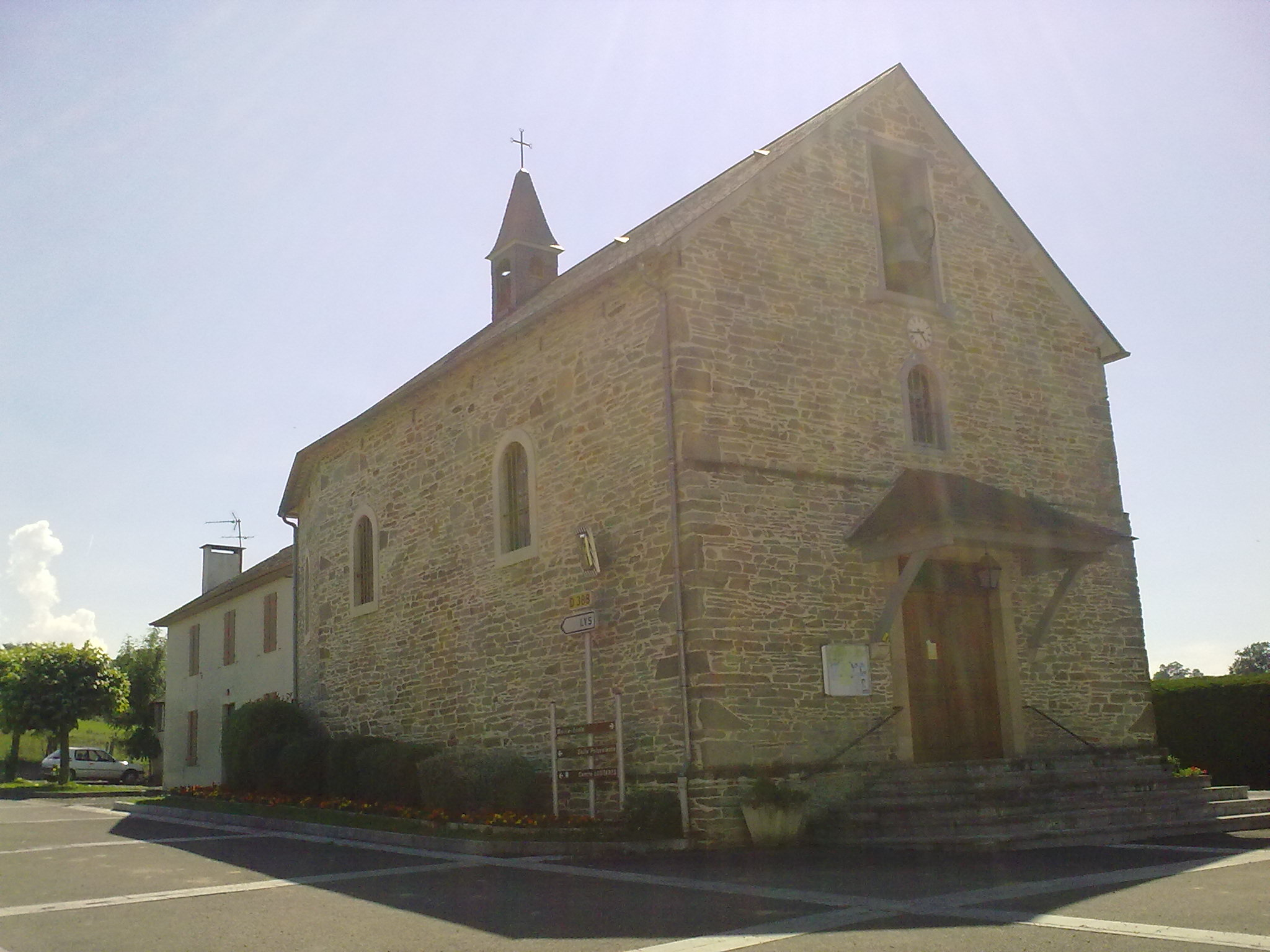
Pfarrkirche Saint-Joseph von Haut-de-Bosdarros

Nach einem Höchststand von 434 Einwohnern zu Beginn des 20. Jahrhunderts ist die Zahl bei kurzen Wachstumsphasen bis zu den 1970er Jahren um insgesamt rund 45 % auf rund 220 zurückgegangen. Seitdem hat sich der Trend umgekehrt und die Einwohnerzahl stieg wieder auf über 300.
| Jahr      | 1962 | 1968 | 1975 | 1982 | 1990 | 1999 | 2006 | 2009 | 2022 |
| --------- | ---- | ---- | ---- | ---- | ---- | ---- | ---- | ---- | ---- |
| Einwohner | 278  | 245  | 226  | 253  | 267  | 251  | 257  | 275  | 325  |

## Sehenswürdigkeiten
- Pfarrkirche von Haut-de-Bosdarros, gewidmet Josef von Nazaret. Sie ist im 16. Jahrhundert im gotischen Stil erbaut mit einem einfachen, einschiffigen Langhaus, das mit einer eine dreiseitigen Apsis abgeschlossen ist. Eine Glocke befindet sich in einem Dachreiter oberhalb des Chors, eine andere in einer Wandöffnung oberhalb des Haupteingangs. Im Innern fällt das Licht durch kleine Rundbogenfenster. Der Altaraufsatz stammt aus dem 18. und 19. Jahrhundert und ist als nationales Kulturgut registriert. Die Kirche befindet sich im Ortszentrum gegenüber dem Rathaus und ist das älteste erhaltene Gebäude von Haut-de-Bosdarros.[7][8]

## Wirtschaft und Infrastruktur
Die Wirtschaft der Gemeinde wird in erster Linie von der Landwirtschaft bestimmt. Haut-de-Bosdarros liegt in den Zonen AOC der Weinbaugebiete Jurançon und Béarn sowie des Ossau-Iraty, eines traditionell hergestellten Schnittkäses aus Schafmilch.

### Bildung
Die Gemeinde verfügt über eine öffentliche Grundschule.

### Verkehr
Haut-de-Bosdarros wird durchquert von der Route départementale 388.